# INTA HADA
El INTA HADA (Helicóptero Adaptativo Avión) fue una aeronave sin piloto híbrida desarrollada en España, apta para despegar en vertical como un helicóptero y volar en horizontal cambiando su morfología, desplegando sus alas en pleno vuelo para convertirse en un avión.

## Desarrollo
Está compuesto por una serie de sensores inerciales y un software para capturar y analizar el movimiento 3D.
Esto nos permite capturar imágenes 3D en tiempo real (aún sin ser captados por cámaras) obteniendo información de movimientos articulares con absoluta exactitud
El Instituto Nacional de Técnica Aeroespacial (INTA) desarrolló el proyecto, enmarcado en el programa PLATINO (Plataforma Ligera Aérea de Tecnologías Innovadoras), destinado a dotar de tecnología propia y nueva a las Fuerzas Armadas españolas. Su presentación se hizo el 13 de noviembre de 2007 en la Real Academia de Ingeniería (RAI).
El objetivo del HADA era la vigilancia y protección de las costas, con gran maniobrabilidad y autonomía, cámaras de infrarrojos, radares y envío de imágenes en tiempo real.
Debido a problemas presupuestarios, el programa fue cancelado en 2014.

## Especificaciones

### Características generales
- Tripulación: 0
- Longitud: 2,2 m
- Diámetro rotor principal: 1,8 m
- Altura: 0,48 m
- Peso máximo al despegue: 50 kg
- Planta motriz:   . cada uno.

### Rendimiento
- Velocidad nunca excedida (Vne): 120 km/h
- Velocidad crucero (Vc): 90 km/h
- Alcance: 90 km
- Techo de vuelo: 3100 m (10 100 pies)